# هاري إل. ديفيس
هاري إل. ديفيس (بالإنجليزية: Harry Lyman Davis)‏ هو سياسي أمريكي، ولد في 25 يناير 1878 في كليفلاند في الولايات المتحدة، وتوفي بنفس المكان في 21 مايو 1950. نشط حزبياً في الحزب الجمهوري. وقد انتخب حاكم ولاية أوهايو ‏ (10 يناير 1921 – 8 يناير 1923).

## وصلات خارجية
- هاري إل. ديفيس على موقع إن إن دي بي (الإنجليزية)